# Награда на БАФТА за най-добър британски филм
Награда на БАФТА за най-добър британски филм (на английски: BAFTA Award for Outstanding British Film) се връчва от 1947 година.

## История
Наградата БАФТА за изключителен британски филм се присъжда ежегодно от Британската академия за филмово и телевизионно изкуство, представена на филмовите награди на Британската академия. Наградата е присъдена за първи път на Първите филмови награди на Британската академия, като за първи път се признават филмите от 1947 г., и продължава до 1968 г. Повече от две десетилетия не съществува конкретна категория за британско кино, докато не е възродена на 46-те Филмови награди на Британската академия, признаваща филмите от 1992 г. Преди това е известна като наградата Александър Корда за най-добър британски филм. Въпреки че все още се дава в чест на Корда, наградата сега се нарича „Изключителен британски филм“ и признава „изключително и оригинално британско филмово производство, което показва изключителна креативност и иновация“.

### Правила
За да отговаря на условията за номинация като Изключителен британски филм, филмът „трябва да има значително творческо участие на лица, които са британци“, включително тези, които са били постоянно пребиваващи в Обединеното кралство от десет или повече години. Кандидатите за номинация са режисьор(и), сценарист(и) и до трима продуценти; ако никой от тях не е британец, филмът ще бъде допуснат само при изключителни обстоятелства.

## Носители и номинирани
В следващите списъци заглавията и имената с удебелен шрифт на тъмен фон са съответно победителите и получателите. Тези, които не са с удебелен шрифт, са номинираните. Посочените години са тези, в които разглежданите филми правят премиерите си, а не годината на церемонията, която винаги се провежда през следващата година.

### 1947 – 1949
| 1947 1-ва церемония |                |                          |                       |
| Odd Man Out         |                |                          |                       |
| 1948 2-ра церемония | Падналият идол |                          |                       |
| 1948 2-ра церемония | Падналият идол | The Fallen Idol          | Падналият идол        |
| 1948 2-ра церемония | Падналият идол | Hamlet                   | Хамлет                |
| 1948 2-ра церемония | Падналият идол | Oliver Twist             | Оливър Туист          |
| 1948 2-ра церемония | Падналият идол | Once a Jolly Swagman     |                       |
| 1948 2-ра церемония | Падналият идол | The Red Shoes            | Червените обувки      |
| 1948 2-ра церемония | Падналият идол | Scott of the Antarctic   | Скот от Антарктика    |
| 1948 2-ра церемония | Падналият идол | The Small Voice          | Малкият глас          |
| 1949 3-та церемония | Третият човек  |                          |                       |
| 1949 3-та церемония | Третият човек  | The Third Man            | Третият човек         |
| 1949 3-та церемония | Третият човек  | Kind Hearts and Coronets | Добри сърца и диадеми |
| 1949 3-та церемония | Третият човек  | Passport to Pimlico      | Паспорт за Пимлико    |
| 1949 3-та церемония | Третият човек  | The Queen of Spades      | Дама пика             |
| 1949 3-та церемония | Третият човек  | A Run for Your Money     |                       |
| 1949 3-та церемония | Третият човек  | The Small Back Room      | Малката задна стая    |
| 1949 3-та церемония | Третият човек  | Whisky Galore!           | Изобилие от уиски!    |

### 1950 – 1959
| Година              | Заглавие             | Заглавие на български |
| ------------------- | -------------------- | --------------------- |
| 1950 4-та церемония | The Blue Lamp        | Синята лампа          |
| 1950 4-та церемония | Chance of a Lifetime | Шанс за цял живот     |
| 1950 4-та церемония | Morning Departure    | Операция „Катастрофа“ |
| 1950 4-та церемония | Seven Days to Noon   | Седем дни до пладне   |
| 1950 4-та церемония | State Secret         | Държавна тайна        |
| 1950 4-та церемония | The Wooden Horse     | Дървеният кон         |